# Кустов, Иван Ильич
Иван Ильич Кустов (31 января 1924, село Манчаж, Артинская волость, Кунгурский округ, Уральская область, РСФСР, СССР — 3 марта 2022, Минск, Белоруссия) — полковник Советской Армии, участник Великой Отечественной войны, Герой Советского Союза (1945).

## Биография
Родился 31 января 1924 года в селе Манчаж (ныне — Артинский городской округ Свердловской области). После окончания неполной средней школы работал в колхозе. В августе 1942 года Кустов был призван на службу в Рабоче-крестьянскую Красную армию. С октября того же года — на фронтах Великой Отечественной войны. В 1943 году он окончил Свердловское пехотное училище. К январю 1945 года капитан Иван Кустов командовал стрелковой ротой 1052-го стрелкового полка, 301-й стрелковой дивизии, 9-го стрелкового корпуса, 5-й ударной армии, 1-го Белорусского фронта. Отличился во время освобождения Польши.
14 января 1945 года рота Кустова прорвала немецкую оборону в районе села Выборув в 12 километрах от Магнушева. Преследуя отходящего противника, она успешно отразила несколько его контратак и по льду переправилась через Пилицу, захватив и удержав до подхода всего полка плацдарм на её западном берегу.
Указом Президиума Верховного Совета СССР от 27 февраля 1945 года за «мужество и героизм, проявленные в наступательных боях и при форсировании реки Пилицы» капитан Иван Кустов был удостоен высокого звания Героя Советского Союза с вручением ордена Ленина и медали «Золотая Звезда» за номером 3142.
После окончания войны Кустов продолжил службу в Советской армии. В 1979 году в звании полковника Кустов был уволен в запас. Работал начальником штаба гражданской обороны института Белпромпроект.
Жил в Минске. Являлся почётным членом Военно-научного общества ВС РБ. После смерти В. С. Мичурина Иван Ильич Кустов являлся последним Героем Советского Союза, проживающим на территории Республики Беларусь.
Скончался 3 марта 2022 года в возрасте 98 лет.

## Награды и звания
- Герой Советского Союза (№ 7847, 17 февраля 1945[3]);
- Орден Ленина (1945);
- Два ордена Красной Звезды;
- Два ордена Отечественной войны I степени(1944[4],1985[5]);
- Орден Богдана Хмельницкого III степени (1944)[6];
- Орден «За службу Родине» III степени (15 апреля 1999) — за особые заслуги в защите Отечества, большой личный вклад в военно-патриотическое воспитание молодёжи и в связи с 65-летием со дня учреждения[7];
- Орден «За заслуги» III степени (5 мая 2010, Украина) — по случаю 65-й годовщины Победы в Великой Отечественной войне 1941—1945 годов, за проявленное личное мужество и героизм в освобождении Украины от фашистских захватчиков[8];
- Медали.

## Память
- Экспозиция в Белорусском государственном музее истории Великой Отечественной войны[9].